# Алеврас, Иоаннис
Иоаннис Алеврас (греч. Ιωάννης Αλευράς; 1912, Месини — 6 апреля 1995, Афины) — греческий банкир, политик. Занимал должность спикера Греческого парламента, а также и. о. президента Греции 20 дней — с 10 по 30 марта 1985 года.

## Биография
Родился в Месини. После получения образования работал в Банке Греции. В 1955 года был одним из основателей OTOE — Федерации работников банковских учреждений Греции, которую возглавлял до 1963 года. В том же году он впервые был избран членом Греческого парламента от первого округа Афин на выборах 1964 года.
В эпоху режима полковников находился в изгнании на острове Сирос. После освобождения Алевраса основатель Национального радикального союза Андреас Папандреу пригласил его возглавить руководство этой организацией в Греции. Позже однако Алевроса снова арестовали и депортировали в Аи-Стратис, а затем в Агиос Николаос. Наконец он был освобожден в 1972 году.
После восстановления демократии был членом-учредителем партии ПАСОК, от которой избирался членом парламента на выборах 1974, 1977 и 1981 годов. 12 декабря 1977 года назначен представителем парламентской фракии ПАСОК. В 1981 году он был избран председателем парламента Греции и переизбран в 1985 и 1989 годах. 10 марта 1985 года стал временным президентом республики, после выхода в отставку Константиноса Караманлиса. 22 февраля 1990 года был предложен ПАСОК кандидатом в президенты республики, но набрал 125 голосов против 153 голосов, отданных за Константиноса Караманлиса. На выборах 1993 года он был избран членом парламента.
Иоаннис Алеврас умер 6 апреля 1995 года в реанимационном отделении больницы «Здоровье» в связи с бронхопневмонией.